# Selaginella leveriana
Selaginella leveriana är en mosslummerväxtart som beskrevs av Arthur Hugh Garfit Alston. Selaginella leveriana ingår i släktet mosslumrar, och familjen mosslummerväxter. Inga underarter finns listade i Catalogue of Life.